# Перес Молина, Отто
Отто Фернандо Перес Молина (исп. Otto Fernando Pérez Molina; род. 1 декабря 1950, Гватемала) — гватемальский военный и политический деятель, президент Гватемалы с 14 января 2012 по 3 сентября 2015 года.

## Биография
Окончил военную академию Гватемалы, Школу Америк в США и Межамериканский колледж обороны там же. Занимал должности военного инспектора и руководителя военной разведки. В 1983 году участвовал в военном перевороте Оскара Умберто Мехии Виктореса. В 1993 году начал работать в команде президента Рамиро де Леона Карпио, бывшего правозащитника. Участвовал в подписании мирных соглашений, положивших конец гражданской войне в Гватемале.
В 2000 году ушёл с военной службы, в 2001 году основал Патриотическую партию, занимающую жёсткую позицию по вопросу борьбы с преступностью. Принял участие в президентских выборах 2007 года, набрав 771 175 (23,51 %) голосов в первом туре и 1 294 645 (47,18 %) — во втором. Выдвинул свою кандидатуру в президентских выборах 2011 года и изначально являлся их фаворитом. В марте 2011 года Перес выступил против участия в выборах супруги действующего президента Альваро Колома. Колом с женой решили развестись, чтобы жена смогла участвовать в выборах как продолжатель политической линии мужа (по конституции сам Колом не имеет права избираться на второй срок).
В основе предвыборной программы — обещание решительно бороться с преступностью путём расширения кадрового состава правоохранительных органов, применения против наркомафии армейских подразделений и введения смертной казни. Его программа характеризуется как правая. В первом туре выборов занял первое место, получив 1 610 690 (36,02 %) голосов против 1 037 939 (23,21 %) голосов у Мануэля Бальдисона. Второй тур выборов прошёл 6 ноября. В нём Перес Молина победил и 14 января 2012 года официально вступил в должность.
Перес обвиняется в совершении военных преступлений во время гражданской войны в Гватемале, однако в судебном порядке его вина остаётся недоказанной. На него и его родных и приближённых совершён ряд покушений. Так, только за 2000—2002 годы было совершено покушение на его сына с семьёй, ранена дочь и убит крупный функционер Патриотической партии.
В 2015 году Генеральная прокуратура Гватемалы обвинила президента Переса Молину в преступном сговоре, контрабанде и взяточничестве в связи с коррупционной схемой, выявленной в деятельности таможенных органов страны. В конце августа 2015 года по подозрению в причастности к ней была арестована вице-президент Роксана Бальдетти. 1 сентября 2015 года Конгресс лишил Переса Молину судебного иммунитета, а 2 сентября суд одобрил запрос на его арест. После этого он подал прошение об отставке. Конгресс Гватемалы принял отставку президента, а вице-президент Алехандро Мальдонадо был приведён к присяге в качестве исполняющего обязанности главы государства. Он будет исполнять обязанности президента до января 2016 года, когда в должность вступит новый глава государства, который избран на всеобщих выборах, первый тур которых назначен на 6 сентября 2015 года, а второй тур прошёл 25 октября 2015 года. Перес Молина был арестован и отправлен в тюрьму «Матаморос».
В октябре 2017 года суд Гватемалы принял решение начать разбирательство по делу о коррупции.